# Ferrari 333 SP
Ferrari 333 SP är en sportvagn, tillverkad av den italienska biltillverkaren Ferrari mellan 1993 och 2000.

## 333 SP
Tjugo år efter att Ferrari lämnat FIA:s sportvagns-VM presenterade man en ny sportvagnsprototyp. Ferrari 333 SP var avsedd för amerikanska IMSA GT Championship. Ferrari sålde kompletta bilar till privata team som själva drev tävlingsverksamheten. Ferraris insats i projektet begränsades i praktiken till leverans av motorer, då resten av bilen utvecklades och byggdes av specialtillverkaren Dallara. V12-motorn hämtades från supersportbilen Ferrari F50 och härstammade från företagets formel 1-bilar.

## Tekniska data
| Tekniska data               | 333 SP                                                                |
| --------------------------- | --------------------------------------------------------------------- |
| Motor:                      | 12-cylindrig 65° V-motor                                              |
| Cylindervolym:              | 3997 cm³                                                              |
| Borrning x slaglängd:       | 85,0 x 58,7 mm                                                        |
| Kompression:                | 11,5:1                                                                |
| Max effekt vid varvtal:     | 650 hk vid 11 000 v/min                                               |
| Max vridmoment vid varvtal: | 450 Nm vid 9 000 v/min                                                |
| Ventilstyrning:             | Dubbla överliggande kamaxlar per cylinderrad, 5 ventiler per cylinder |
| Bränslesystem:              | Weber-Marelli bränsleinsprutning                                      |
| Växellåda:                  | 5-växlad manuell                                                      |
| Hjulupphängning fram & bak: | Dubbla tvärlänkar, skruvfjädrar                                       |
| Bromsar:                    | Skivbromsar i stål                                                    |
| Chassi & kaross:            | Monocoque av kolfiber/aluminium honeycomb                             |
| Hjulbas:                    | 275 cm                                                                |
| Torrvikt:                   | 860 kg                                                                |
| Toppfart:                   | 368 km/h                                                              |

## Tävlingsresultat
Ferrari 333 debuterade i IMSA GT Championship säsongen 1994 och vann redan premiärloppet. Säsongen 1995 blev Ferrari dubbel IMSA-mästare, när man tog hem både märkesmästerskapet och det individuella förarmästerskapet. Till bilens viktigaste placeringar kan räknas tre segrar i Sebring 12-timmars åren 1995, 1997 och 1998, samt segern i Daytona 24-timmars 1998.
Sämre gick det på Le Mans, där bilen som bäst slutade på en sjätte plats 1997.
Ferrari 333 hade en lång karriär och det sista officiella loppet blev Daytona 24-timmars 2002.